# Proemio dell'Odissea

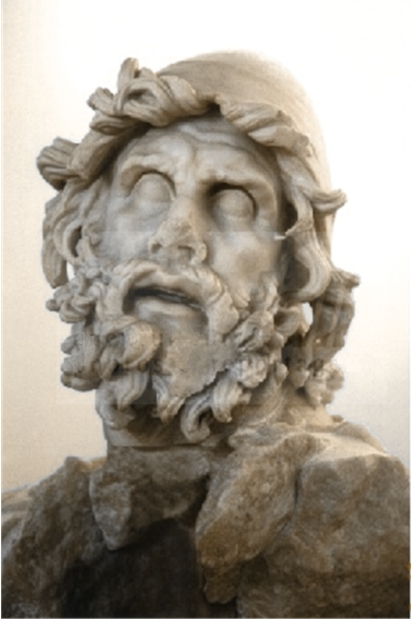
Ulisse ("Odisseo") da un gruppo marmoreo dell'accecamento di Polifemo, Grecia II sec. a.C.

Il proemio dell'Odissea è la parte iniziale (proemio) dell'opera epica del poeta Omero, che ha il compito di informare a grandi linee il lettore dell'argomento che viene trattato successivamente.

## Testo
| Originale in Greco antico | Traduzione italiana di Ippolito Pindemonte | Traduzione italiana di Rosa Calzecchi Onesti |
| Ἄνδρα μοι ἔννεπε, Μοῦσα, πολύτροπον, ὃς μάλα πολλὰ πλάγχθη, ἐπεὶ Τροίης ἱερὸν πτολίεθρον ἔπερσεν· πολλῶν δ᾽ ἀνθρώπων ἴδεν ἄστεα καὶ νόον ἔγνω, πολλὰ δ᾽ ὅ γ᾽ ἐν πόντῳ πάθεν ἄλγεα ὃν κατὰ θυμόν, ἀρνύμενος ἥν τε ψυχὴν καὶ νόστον ἑταίρων. Ἀλλ᾽ οὐδ᾽ ὣς ἑτάρους ἐρρύσατο, ἱέμενός περ· αὐτῶν γὰρ σφετέρῃσιν ἀτασθαλίῃσιν ὄλοντο, νήπιοι, οἳ κατὰ βοῦς Ὑπερίονος Ἠελίοιο ἤσθιον· αὐτὰρ ὁ τοῖσιν ἀφείλετο νόστιμον ἦμαρ. | Musa, quell'uom di multiforme ingegno dimmi, che molto errò, poich'ebbe a terra gittate di Ilïòn le sacre torri; che città vide molte, e delle genti l'indol conobbe; che sovr'esso il mare molti dentro del cor sofferse affanni, mentre a guardar la cara vita intende, e i suoi compagni a ricondur: ma indarno ricondur desïava i suoi compagni, ché delle colpe lor tutti periro. Stolti! Che osaro vïolare i sacri al Sole Iperïon candidi buoi con empio dente, ed irritaro il nume che del ritorno il dì lor non addusse. | L'uomo ricco d'astuzie raccontami, o Musa, che a lungo errò dopo ch'ebbe distrutto la rocca sacra di Troia; di molti uomini le città vide e conobbe la mente, molti dolori patì in cuore sul mare, lottando per la sua vita e pel ritorno dei suoi. Ma non li salvò, benché tanto volesse, per la loro propria follia si perdettero, pazzi! che mangiarono i bovi del Sole Iperione, e il Sole distrusse il giorno del loro ritorno |

## Struttura del Proemio
Invocazione (v. 1): Come l'altro grande poema epico attribuito ad Omero, l'Iliade, anche l'Odissea si apre con l'epiclesi (o invocatio), cioè l'invocazione alla musa, affinché ispirasse il poeta nella composizione dell'opera. In tal caso la musa è una sola, poiché in epoca omerica non esisteva ancora la scissione delle muse in nove figure, a patrocinare le varie branche dell'arte. 
Protasi (vv. 1-21): La protasi (o propositio), espone in grandi linee gli avvenimenti che successivamente il poeta narrerà nei ventiquattro libri del poema. Vengono brevemente esposte le vicende avventurose di Odisseo: le lunghe peripezie dopo la partenza da Troia, la morte dei suoi compagni successivamente al macello dei buoi del Sole, la segregazione di Odisseo ad Ogigia da parte della ninfa Calipso, il ritorno ad Itaca ostacolato da Poseidone (per l'accecamento del figlio, il ciclope Polifemo), per poi essere sancito dal concilio divino.
Questo proemio, come anche quello dell'Iliade, altro poema epico attribuito ad Omero, costituisce il modello per i successivi poemi epici e anche della letteratura cavalleresca.

### Particolarità
A differenza del proemio dell'Iliade, quello dell'Odissea presenta una successiva ripresa dell'invocazione della Musa, al decimo verso. Tale elemento sarà poi ripreso nel proemio dell'Eneide di Virgilio.

## Elementi lessicali
Il testo greco inizia, segnando già il primo stacco con l'Iliade, con il termine ándra (ἄνδρα), cioè uomo, essere umano (tradotto anche come eroe). Si comprende quindi subito che l'Odissea rappresenta essenzialmente la narrazione pur sempre delle vicende riguardanti Odisseo, spostando però in un primo piano l'uomo, e quindi Odisseo stesso. Il personaggio di Odisseo è inoltre immediatamente connotato dal primo aggettivo del testo, cioè polytropon (πολύτροπον). Esso ha svariati significati, fra cui quello letterale "dalle molte direzioni" e quelli figurati "versatile",  "multiforme" e anche "sballottato dal destino". Quindi questo aggettivo va a sottintendere due peculiarità di Odisseo: le continue avversità del fato da lui subite, e quindi una profonda sofferenza, ma anche le diverse sfaccettature della sua intelligenza e della sua scaltrezza, le diverse modalità che lo portano a superare quelle stesse avversità.